# Anse-Rouge
Anse-Rouge (Ans Wouj en créole haïtien) est une commune d'Haïti, située dans le département de l'Artibonite, arrondissement de Gros-Morne.

## Démographie
La commune est peuplée de 43 395 habitants(recensement par estimation de 2015).

## Administration
La commune est constituée des sections communales de :
- Sources Chaudes (code postal : HT 4231)
- L'Arbre

## Infrastructures
La ville portuaire de Anse-Rouge possède un petit hôpital et plusieurs écoles. Les infrastructures sont peu développées. 

Les routes sont en mauvais états. Il faut compter deux heures pour arriver aux Gonaïves, et six heures pour se rendre à Port-au-Prince. 

Il n'y a pas d'électricité, pas de police et pas de transport public. L'infrastructure existante fut en partie détruite en 2004, par l'ouragan Jeanne.
- Soixante treize (73) établissements scolaires.
- Huit (8) établissements de santé.
- Soixante quinze (75) temples ou églises
- (24) sources constituent l’ensemble des points d’eau de la commune[2]

### Infrastructures économiques et financières
Dans la commune Anse Rouge selon la FENAMH il y a (1) hôtel, une (1) coopérative , deux (2) bureaux d’échanges, quarante sept (47) banques de borlette et onze (11) maisons d’affaires.

#### Infrastructures administratives et judiciaires
Dans la commune Anse-Rouge il y a un (1) commissariat de police, trois (3) tribunaux de paix, deux (2) bureaux d’état civil et un (1) bureau des contributions.

## Économie
L'endroit est entouré de marais salants. On y ramasse du sel afin de le vendre.
Une autre source de revenu est la pêche.
En outre, le coton est cultivé et transformé. Enfin l'apiculture complète cette économie locale fragile.